# Cecilia Zupancich
Cecilia Zupancich (4 settembre 1931) è un'ex cestista italiana.

## Carriera
Ha disputato con l'Italia i Campionati europei del 1952.